# Pfalz Dr.II
Pfalz Dr.II – niemiecki trójpłatowy samolot myśliwski z okresu I wojny światowej, zaprojektowany i zbudowany w niemieckiej wytwórni Pfalz-Flugzeugwerke w Spirze. Opracowana równolegle z myśliwcem Pfalz Dr.I maszyna nie miała dobrych osiągów i nie trafiła do produkcji seryjnej.

## Historia i użycie
W 1917 roku w zakładach Pfalz-Flugzeugwerke w Spirze opracowano równolegle dwa typy trójpłatowych samolotów myśliwskich, nazwanych Pfalz Dr.I i Pfalz Dr.II. Pierwszy prototyp Pfalza Dr.II miał mniejsze rozmiary i masę od Dr.I, a do jego napędu użyto sprawdzonego silnika rotacyjnego Oberursel Ur.II o mocy 81 kW (110 KM). Drugi prototyp, oznaczony Dr.IIa, wyposażony został w osiągający tę samą moc niezawodny silnik rotacyjny Siemens-Halske Sh.I. Mała moc obu zastosowanych w Pfalzach Dr.II silników była przyczyną słabszych osiągów niż w ówczesnych alianckich myśliwcach takich jak Sopwith Camel, Royal Aircraft Factory S.E.5a czy SPAD S.XIII, w rezultacie czego model nie został skierowany do produkcji seryjnej.

## Opis konstrukcji i dane techniczne
Pfalz Dr.II był jednosilnikowym, jednomiejscowym trójpłatem myśliwskim. Długość samolotu wynosiła 5,95 metra, a jego wysokość 2,9 metra. Rozpiętość górnego płata wynosiła 7,2 metra, zaś cięciwy górnego, środkowego i dolnego płata odpowiednio 1,2 metra, 0,5 metra i 0,8 metra. Odległość między skrzydłami górnym i środkowym wynosiła 0,82 metra, zaś między środkowym a dolnym 0,69 metra; przesunięcie płatów w poziomie wynosiło 0,73 metra. Masa własna płatowca z silnikiem Oberursel Ur.II wynosiła 400 kg (395 kg w wersji Dr.IIa z silnikiem Siemens-Halske Sh.I), zaś masa całkowita (startowa) odpowiednio 596 kg i 568 kg.
Napęd Dr.II stanowił silnik rotacyjny Oberursel Ur.II, a Dr.IIa silnik rotacyjny Siemens-Halske Sh.I, oba o mocy 81 kW (110 KM). Długotrwałość lotu wynosiła 1,5 godziny. Maszyna osiągała wysokość 1000 metrów w czasie 3 minut, 2000 metrów w 6,5 minuty, 3000 metrów w 10,2 minuty, 4000 metrów w 14,4 minuty, 5000 metrów w 19,4 minuty, zaś na osiągnięcie 6000 metrów samolot potrzebował 28,9 minuty.